# Halirroti
Halirroti (grec antic: Ἁλιρρόθιος, que significa «el soroll del mar») va ser, segons la mitologia grega, un fill de Posidó i de la nimfa Èurite.
La llegenda d'Halirroti es relaciona amb l'origen del nom de l'Areòpag d'Atenes. Diu la tradició, que recull la Biblioteca d'Apol·lodor, que va intentar de violar Alcipe, filla d'Ares i Aglauros. El déu de la guerra per aquest fet, el va matar. Posidó va citar al botxí del seu fill davant d'un tribunal format pels déus, que es va reunir al turó que des de llavors es va anomenar Areòpag ('turó d'Ares').
Una altra versió diu que Halirroti, fill de Posidó, indignat perquè la sobirania de l'Àtica havia recaigut en Atena i no en el seu pare, va provar de tallar l'oliver que la deessa havia donat com a obsequi a la ciutat. Però quan va aixecar la destral per tallar-lo, per un fet sobrenatural se li va escapar de les mans i li va tallar el coll.